# Daniel J. Terra

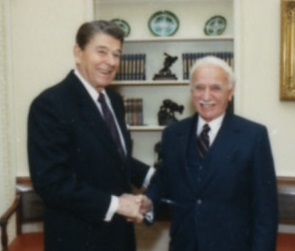
US-Präsident Ronald Reagan begrüßt Daniel J. Terra im Weißen Haus, Aufnahme von 1988

Daniel James Terra (geboren am 8. Juni 1911 in Philadelphia; gestorben am 28. Juni 1996 in Washington, D.C.) war ein amerikanischer Chemiker, Unternehmer, Kunstsammler und Mäzen.

## Leben
Daniel J. Terra kam 1911 als Nachkomme italienischer Einwanderer in Philadelphia zur Welt. Sein Vater Louis J. Terra betrieb als Lithograf eine Druckerei, die Mutter Mary DeLuca war vor der Ehe Tänzerin; sie besuchte mit Daniel J. Terra Museen, weckte sein Interesse fürs Theater und gab ihm Tanzunterricht.
Nach der schulischen Ausbildung studierte Terra an der Pennsylvania State University Chemie und Chemieingenieurwesen. Er schloss das Studium 1931 mit dem Bachelor ab. Während der Weltwirtschaftskrise zu Beginn der 1930er Jahre fand er zunächst keine Festanstellung und nahm stattdessen Gelegenheitsarbeiten beim Radio an und trat in Kneipen als Sänger und Tänzer auf.
Später zog Terra nach Chicago und entwickelte dort eine schnelltrocknende Druckfarbe. Durch diese Erfindung konnte im Rotationsdruck mit kürzeren Durchlaufzeiten gearbeitet werden, wodurch sich erhebliche Kostensenkungen ergaben. Mit geliehen 2.500 US-Dollar gründete er 1940 zusammen mit seinem Partner John H. Lawson das Unternehmen Lawter Chemicals, dessen Name sich von den ersten Silben der Gründer ableitet. Das Unternehmen stellt Farben und chemische Zusätze für die Druckindustrie her. Terra verdiente mit dem Unternehmen ein Millionenvermögen, blieb bis Januar 1996 Geschäftsführer und bis zu seinem Tod im Vorstand des Unternehmens. Seit 2011 gehört Lawter zum japanischen Konzern Harima Chemicals.
Seit 1937 war Terra mit Adeline Evans Richards verheiratet. Aus dieser Ehe stammt der Sohn James D. Terra. Gemeinsam mit seiner Frau teilte Daniel J. Terra die Leidenschaft für Kunst. Während seine Frau vor allem Werke der englischen Landschaftsmalerei des 18. und 19. Jahrhunderts sammelte, galt Daniel J. Terras Interesse der amerikanischen Malerei des 19. und frühen 20. Jahrhunderts. 1978 gründete er die Terra Foundation for American Art, die der Förderung der amerikanischen Kunst dienen sollte und in die er später seine Kunstsammlung einbrachte. Hierzu gehörten Werke von Künstlern wie Winslow Homer und Mary Cassatt. Hinzu kam 1980 das Terra Museum of American Art in Evanston nördlich von Chicago, wo er der Öffentlichkeit die Sammlung präsentierte.
Während der Präsidentschaftswahl in den Vereinigten Staaten 1980 war Terra Finance Chairman im Wahlkampfteam von Ronald Reagan. In dieser Funktion sammelte er Spenden in Höhe von 21 Millionen US-Dollar für den Kampagne des späteren US-Präsidenten. Reagan ernannte seinen Freund Terra nach der Wahl zum United States ambassador-at-large for cultural affairs (US-Sonderbotschafter für kulturelle Angelegenheiten). Er war der erste und bisher einzige Sonderbotschafter dieser Art in den Vereinigten Staaten.
1982 starb Terras Frau Adeline. Er heiratete 1986 in zweiter Ehe Judith Banks. Seine Kunstsammlung baute er kontinuierlich aus. So kaufte er 1982 eines der Hauptwerke seiner Sammlung The Gallery of the Louvre von Samuel F. B. Morse für 3,25 Millionen US-Dollar. 1987 siedelte das Terra Museum nach Chicago um. Darüber hinaus eröffnete 1992 als Zweigstelle das Musée d’Art Américain im französischen Giverny, mit der das Wirken der dortigen amerikanischen Malerkolonie gewürdigt werden sollte. Er selbst hatte dort einen Wohnsitz, seine anderen Domizile lagen in Washington, D.C. und Chicago. Daniel J. Terra starb 1996 in Washington, D.C. den Folgen eines Herzinfarktes. Während die beiden von Terra gegründeten Museen nach seinem Tod geschlossen wurden, besteht die Terra Foundation bis in die Gegenwart.